# Conure à pinceaux d'or
Leptosittaca branickii
Genre
Espèce
Statut de conservation UICN

 VU A2cd+3cd+4cd : Vulnérable
Statut CITES
La Conure à pinceaux d'or  (Leptosittaca branickii) est une espèce d'oiseaux de la famille des Psittacidae, l'unique représentante du genre Leptosittaca.

## Description
Cet oiseau mesure environ 35 cm. Il présente un plumage vert, plus clair au niveau du dessous du corps. La nuque arbore une marque jaune doré qui s'étend jusqu'en arrière des yeux. Le bas de la poitrine est zébré de rouge, coloration retrouvée au niveau du dessous des ailes et de la queue. Les cercles orbitaux sont blancs et les iris orange. Le bec et les pattes sont grisâtres.
Cette espèce ne présente pas de dimorphisme sexuel.

## Habitat
La conure à pinceaux d'or peuple les forêts tempérées entre 1 400 et 3 400 m.

## Répartition
Cet oiseau vit dans les Andes, de la Colombie au Pérou.